# IC 4563

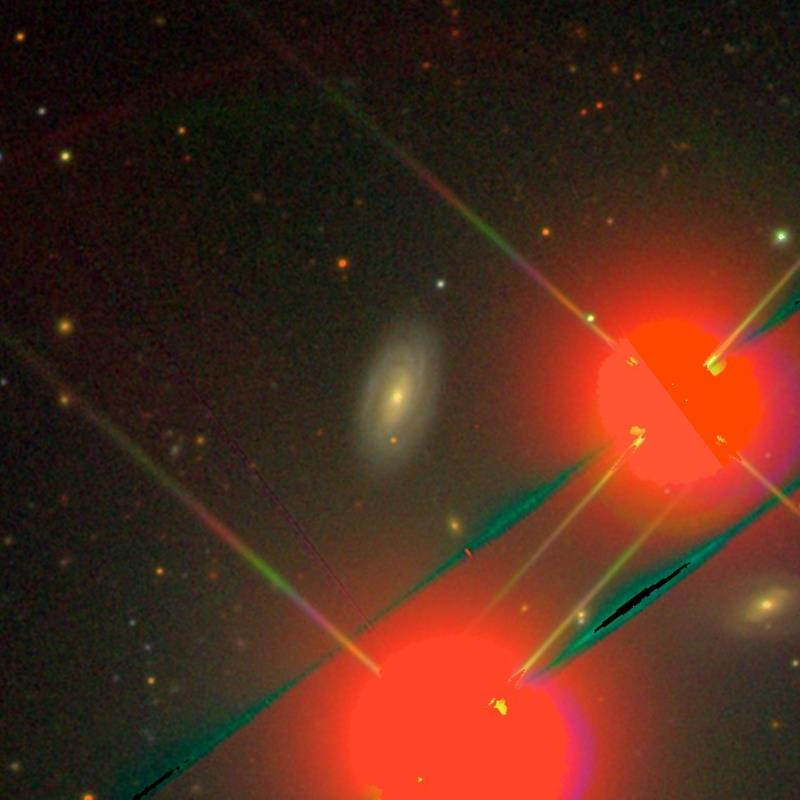
IC 4563

IC 4563 — галактика типу S? (спіральна галактика) у сузір'ї Волопас.
Цей об'єкт міститься в оригінальній редакції індексного каталогу.